# (1103) Sequoia
(1103) Sequoia és un asteroide pertanyent al cinturó interior d'asteroides descobert per Wilhelm Heinrich Walter Baade el 9 de novembre de 1928 des de l'observatori d'Hamburg-Bergedorf, Alemanya.

## Designació i nom
Sequoia va ser designat al principi com 1928 VB.
Més tard es va nomenar així pel Parc Nacional Sequoia, als Estats Units.

## Característiques orbitals
Sequoia està situat a una distància mitjana de 1,933 ua del Sol, i pot acostar-s'hi fins a 1,751 ua. Té una excentricitat de 0,09453 i una inclinació orbital de 17,9°. Empra 982 dies a completar una òrbita al voltant del Sol. Forma part del grup asteroidal de Hungaria.